# Sør-Trøndelag (circonscription électorale)
La circonscription électorale de Sør-Trøndelag est une circonscription électorale de la Norvège, utilisée pour les élections législatives.
Ses frontières correspondent au comté du même nom.